# Jürgen Melzer
Jürgen Melzer (ur. 22 maja 1981 w Wiedniu) – austriacki tenisista, zwycięzca Wimbledonu 2010 i US Open 2011 w grze podwójnej, triumfator Wimbledonu 2011 w grze mieszanej, reprezentant w Pucharze Davisa, olimpijczyk.
14 września 2012 roku poślubił czeską tenisistkę Ivetę Benešovą. Para rozwiodła się w 2015 roku.

## Kariera tenisowa
Jako junior wygrał w 1999 Wimbledon w singlu, po zwycięstwie w finale nad Kristianem Plessem. Karierę profesjonalną rozpoczął w roku 1999.
W grze pojedynczej wygrał 5 turniejów rangi ATP Tour z 13 osiągniętych finałów.
W grze podwójnej Melzer wygrał łącznie 17 turniejów ATP Tour z 37 rozegranych finałów. Na przełomie czerwca i lipca 2010 roku wygrał wielkoszlemowy Wimbledon, grając w parze z Philippem Petzschnerem. W pojedynku finałowym pokonał 6:1, 7:5, 7:5 parę Robert Lindstedt–Horia Tecău. Na początku września 2011 roku Melzer wraz z Petzschnerem triumfowali podczas US Open. W meczu o tytuł pokonali 6:2, 6:2 Mariusza Fyrstenberga i Marcina Matkowskiego.
W lipcu 2011 roku Melzer wygrał wraz z Ivetą Benešovą rywalizację par mieszanych podczas Wimbledonu. W finale pokonali 6:3, 6:2 parę Mahesh Bhupathi–Jelena Wiesnina.
Od września 1999 roku Melzer reprezentował Austrię w Pucharze Davisa. Rozegrał dla zespołu 78 pojedynków; w singlu odniósł 22 wygrane, a 15 w deblu.
Melzer 3 razy uczestniczył w zawodach igrzysk olimpijskich, w 2004 roku w Atenach, w 2008 roku w Pekinie i w 2012 roku w Londynie. Najlepszy rezultat singlowy odniósł w Pekinie, gdzie awansował do ćwierćfinału, natomiast w deblu najdalej doszedł do 2. rundy w Pekinie oraz w Londynie. W stolicy Chin startował wspólnie z Julianem Knowlem, z kolei w Londynie razem z Alexandrem Peyą.
W rankingu gry pojedynczej Melzer najwyżej był na 8. miejscu (18 kwietnia 2011), a w klasyfikacji gry podwójnej na 6. pozycji (13 września 2010).
W 2021 roku zakończył karierę zawodową.

### Finały w turniejach ATP Tour
| Legenda                                      |
| -------------------------------------------- |
| Wielki Szlem                                 |
| Igrzyska olimpijskie                         |
| Tennis Masters Cup / ATP Finals              |
| ATP Masters Series / ATP Tour Masters 1000   |
| ATP International Series Gold / ATP Tour 500 |
| ATP International Series / ATP Tour 250      |

#### Gra pojedyncza (5–8)
| Końcowy wynik | Nr | Data                | Turniej       | Nawierzchnia  | Przeciwnik            | Wynik finału         |
| ------------- | -- | ------------------- | ------------- | ------------- | --------------------- | -------------------- |
| Finalista     | 1. | 13 lipca 2003       | Newport       | Trawiasta     | Robby Ginepri         | 4:6, 7:6(3), 1:6     |
| Finalista     | 2. | 21 maja 2005        | Sankt Pölten  | Ceglana       | Nikołaj Dawydienko    | 3:6, 6:2, 4:6        |
| Finalista     | 3. | 16 kwietnia 2006    | Houston       | Ceglana       | Mardy Fish            | 6:3, 4:6, 3:6        |
| Zwycięzca     | 1. | 17 września 2006    | Bukareszt     | Ceglana       | Filippo Volandri      | 6:1, 7:5             |
| Finalista     | 4. | 8 października 2006 | Metz          | Twarda (hala) | Novak Đoković         | 6:4, 3:6, 2:6        |
| Finalista     | 5. | 4 marca 2007        | Las Vegas     | Twarda        | Lleyton Hewitt        | 4:6, 6:7(10)         |
| Finalista     | 6. | 20 lipca 2008       | Kitzbühel     | Ceglana       | Juan Martín del Potro | 2:6, 1:6             |
| Zwycięzca     | 2. | 1 listopada 2009    | Wiedeń        | Twarda (hala) | Marin Čilić           | 6:3, 6:4             |
| Finalista     | 7. | 25 lipca 2010       | Hamburg       | Ceglana       | Andriej Gołubiew      | 3:6, 5:7             |
| Zwycięzca     | 3. | 1 listopada 2010    | Wiedeń        | Twarda (hala) | Andreas Haider-Maurer | 6:7(10), 7:6(4), 6:4 |
| Zwycięzca     | 4. | 26 lutego 2012      | Memphis       | Twarda (hala) | Milos Raonic          | 7:5, 7:6(4)          |
| Finalista     | 8. | 10 lutego 2013      | Zagrzeb       | Twarda (hala) | Marin Čilić           | 3:6, 1:6             |
| Zwycięzca     | 5. | 24 sierpnia 2013    | Winston-Salem | Twarda        | Gaël Monfils          | 6:3, 2:1 krecz       |

#### Gra podwójna (17–20)
| Końcowy wynik | Nr  | Data                 | Turniej            | Nawierzchnia    | Partner                | Przeciwnicy                          | Wynik finału       |
| ------------- | --- | -------------------- | ------------------ | --------------- | ---------------------- | ------------------------------------ | ------------------ |
| Finalista     | 1.  | 14 lipca 2002        | Newport            | Trawiasta       | Alexander Popp         | Bob Bryan Mike Bryan                 | 3:6, 5:7           |
| Finalista     | 2.  | 13 lipca 2003        | Newport            | Trawiasta       | Julian Knowle          | Jordan Kerr David Macpherson         | 3:6, 6:7(4)        |
| Finalista     | 3.  | 27 lipca 2003        | Kitzbühel          | Ceglana         | Alexander Peya         | Martin Damm Cyril Suk                | 4:6, 4:6           |
| Zwycięzca     | 1.  | 30 października 2005 | Petersburg         | Dywanowa (hala) | Julian Knowle          | Jonas Björkman Maks Mirny            | 4:6, 7:5, 7:5      |
| Finalista     | 4.  | 16 kwietnia 2006     | Houston            | Ceglana         | Julian Knowle          | Michael Kohlmann Alexander Waske     | 7:5, 4:6, 5–10     |
| Zwycięzca     | 2.  | 1 maja 2006          | Casablanca         | Ceglana         | Julian Knowle          | Michael Kohlmann Alexander Waske     | 6:3, 6:4           |
| Zwycięzca     | 3.  | 16 lipca 2006        | Newport            | Trawiasta       | Robert Kendrick        | Jeff Coetzee Justin Gimelstob        | 7:6(3), 6:0        |
| Finalista     | 5.  | 8 października 2006  | Metz               | Twarda (hala)   | Julian Knowle          | Richard Gasquet Fabrice Santoro      | 6:3, 1:6, 9–11     |
| Finalista     | 6.  | 15 października 2006 | Wiedeń             | Twarda (hala)   | Julian Knowle          | Petr Pála Pavel Vízner               | 4:6, 6:3, 10–12    |
| Finalista     | 7.  | 29 października 2006 | Petersburg         | Dywanowa (hala) | Julian Knowle          | Simon Aspelin Todd Perry             | 1:6, 6:7(3)        |
| Finalista     | 8.  | 25 lutego 2007       | Memphis            | Twarda (hala)   | Julian Knowle          | Eric Butorac Jamie Murray            | 5:7, 3:6           |
| Finalista     | 9.  | 28 października 2007 | Petersburg         | Dywanowa (hala) | Todd Perry             | Daniel Nestor Nenad Zimonjić         | 1:6, 6:7(3)        |
| Finalista     | 10. | 12 stycznia 2008     | Auckland           | Twarda          | Xavier Malisse         | Luis Horna Juan Mónaco               | 4:6, 6:3, 7–10     |
| Finalista     | 11. | 25 maja 2008         | Pörtschach         | Ceglana         | Julian Knowle          | Marcelo Melo André Sá                | 5:7, 7:6(3), 11–13 |
| Zwycięzca     | 4.  | 21 czerwca 2008      | ’s-Hertogenbosch   | Trawiasta       | Mario Ančić            | Mahesh Bhupathi Leander Paes         | 7:6(5), 6:3        |
| Zwycięzca     | 5.  | 29 sierpnia 2009     | New Haven          | Twarda          | Julian Knowle          | Bruno Soares Kevin Ullyett           | 6:4, 7:6(3)        |
| Zwycięzca     | 6.  | 11 października 2009 | Tokio              | Twarda          | Julian Knowle          | Ross Hutchins Jordan Kerr            | 6:2, 5:7, 10–8     |
| Finalista     | 12. | 1 listopada 2009     | Wiedeń             | Twarda (hala)   | Julian Knowle          | Łukasz Kubot Oliver Marach           | 6:2, 4:6, 9–11     |
| Zwycięzca     | 7.  | 7 lutego 2010        | Zagrzeb            | Twarda (hala)   | Philipp Petzschner     | Arnaud Clément Olivier Rochus        | 3:6, 6:3, 10–8     |
| Zwycięzca     | 8.  | 4 lipca 2010         | Wimbledon, Londyn  | Trawiasta       | Philipp Petzschner     | Robert Lindstedt Horia Tecău         | 6:1, 7:5, 7:5      |
| Finalista     | 13. | 3 października 2010  | Bangkok            | Twarda (hala)   | Jonatan Erlich         | Christopher Kas Viktor Troicki       | 4:6, 4:6           |
| Zwycięzca     | 9.  | 17 października 2010 | Szanghaj           | Twarda          | Leander Paes           | Mariusz Fyrstenberg Marcin Matkowski | 7:5, 4:6, 10–5     |
| Zwycięzca     | 10. | 13 lutego 2011       | Rotterdam          | Twarda (hala)   | Philipp Petzschner     | Michaël Llodra Nenad Zimonjić        | 6:4, 3:6, 10–5     |
| Zwycięzca     | 11. | 17 lipca 2011        | Stuttgart          | Ceglana         | Philipp Petzschner     | Marcel Granollers Marc López         | 6:3, 6:4           |
| Zwycięzca     | 12. | 11 września 2011     | US Open, Nowy Jork | Twarda          | Philipp Petzschner     | Mariusz Fyrstenberg Marcin Matkowski | 6:2, 6:2           |
| Finalista     | 14. | 8 stycznia 2012      | Brisbane           | Twarda          | Philipp Petzschner     | Maks Mirny Daniel Nestor             | 1:6, 2:6           |
| Zwycięzca     | 13. | 19 października 2014 | Wiedeń             | Twarda (hala)   | Philipp Petzschner     | Andre Begemann Julian Knowle         | 7:6(6), 4:6, 10–7  |
| Finalista     | 15. | 2 listopada 2014     | Paryż              | Twarda (hala)   | Marcin Matkowski       | Bob Bryan Mike Bryan                 | 6:7(5), 7:5, 6–10  |
| Finalista     | 16. | 3 maja 2015          | Stambuł            | Ceglana         | Robert Lindstedt       | Radu Albot Dušan Lajović             | 4:6, 6:7(2)        |
| Finalista     | 17. | 23 października 2016 | Moskwa             | Twarda (hala)   | Julian Knowle          | Juan Sebastián Cabal Robert Farah    | 5:7, 6:4, 5–10     |
| Zwycięzca     | 14. | 10 lutego 2019       | Sofia              | Twarda (hala)   | Nikola Mektić          | Hsieh Cheng-peng Christopher Rungkat | 6:2, 4:6, 10-2     |
| Zwycięzca     | 15. | 13 kwietnia 2019     | Marrakesz          | Ceglana         | Franko Škugor          | Matwé Middelkoop Frederik Nielsen    | 6:4, 7:6(6)        |
| Finalista     | 18. | 21 lipca 2019        | Umag               | Ceglana         | Oliver Marach          | Robin Haase Philipp Oswald           | 5:7, 7:6(2), 12–14 |
| Zwycięzca     | 16. | 28 lipca 2019        | Hamburg            | Ceglana         | Oliver Marach          | Robin Haase Wesley Koolhof           | 6:2, 7:6(3)        |
| Zwycięzca     | 17. | 18 października 2020 | Petersburg         | Twarda (hala)   | Édouard Roger-Vasselin | Marcelo Demoliner Matwé Middelkoop   | 6:2, 7:6(4)        |
| Finalista     | 19. | 13 listopada 2020    | Sofia              | Twarda (hala)   | Édouard Roger-Vasselin | Jamie Murray Neal Skupski            | walkower           |
| Finalista     | 20. | 22 listopada 2020    | Londyn             | Twarda (hala)   | Édouard Roger-Vasselin | Wesley Koolhof Nikola Mektić         | 2:6, 6:3, 5–10     |

#### Gra mieszana (1–0)
| Końcowy wynik | Nr | Data         | Turniej           | Nawierzchnia | Partnerka      | Przeciwnicy                     | Wynik finału |
| ------------- | -- | ------------ | ----------------- | ------------ | -------------- | ------------------------------- | ------------ |
| Zwycięzca     | 1. | 2 lipca 2011 | Wimbledon, Londyn | Trawiasta    | Iveta Benešová | Jelena Wiesnina Mahesh Bhupathi | 6:3, 6:2     |

### Osiągnięcia (gra pojedyncza)
| Turniej                     | 2000                            | 2001                            | 2002                            | 2003                            | 2004                            | 2005                            | 2006                            | 2007                            | 2008                            | 2009                            | 2010                            | 2011                            | 2012                            | 2013                            | 2014                            | 2015                            | 2016                            | 2017                            | 2018                            | Wygrane turnieje | Bilans w turnieju |
| --------------------------- | ------------------------------- | ------------------------------- | ------------------------------- | ------------------------------- | ------------------------------- | ------------------------------- | ------------------------------- | ------------------------------- | ------------------------------- | ------------------------------- | ------------------------------- | ------------------------------- | ------------------------------- | ------------------------------- | ------------------------------- | ------------------------------- | ------------------------------- | ------------------------------- | ------------------------------- | ---------------- | ----------------- |
| Wielki Szlem                |                                 |                                 |                                 |                                 |                                 |                                 |                                 |                                 |                                 |                                 |                                 |                                 |                                 |                                 |                                 |                                 |                                 |                                 |                                 |                  |                   |
| Australian Open             | –                               | –                               | –                               | 1R                              | 3R                              | 3R                              | 1R                              | 2R                              | 2R                              | 3R                              | 1R                              | 4R                              | 1R                              | 3R                              | –                               | 2R                              | –                               | 1R                              | –                               | 0 / 13           | 14–13             |
| French Open                 | –                               | –                               | –                               | 1R                              | 2R                              | 3R                              | 1R                              | 2R                              | 3R                              | 3R                              | SF                              | 2R                              | 1R                              | 1R                              | 2R                              | 2R                              | –                               | –                               | –                               | 0 / 13           | 16–13             |
| Wimbledon                   | 1R                              | –                               | 1R                              | 2R                              | 1R                              | 3R                              | 1R                              | –                               | 3R                              | 3R                              | 4R                              | 3R                              | 2R                              | 4R                              | 1R                              | –                               | –                               | –                               | –                               | 0 / 13           | 16–13             |
| US Open                     | –                               | –                               | 2R                              | 2R                              | 3R                              | 1R                              | 1R                              | 2R                              | 3R                              | 2R                              | 4R                              | 2R                              | 1R                              | 1R                              | 1R                              | 2R                              | –                               | –                               | –                               | 0 / 14           | 13–14             |
| ATP World Tour Masters 1000 |                                 |                                 |                                 |                                 |                                 |                                 |                                 |                                 |                                 |                                 |                                 |                                 |                                 |                                 |                                 |                                 |                                 |                                 |                                 |                  |                   |
| Indian Wells                | –                               | –                               | –                               | –                               | 1R                              | 3R                              | 1R                              | 2R                              | 2R                              | 3R                              | 4R                              | 3R                              | 2R                              | 1R                              | –                               | 2R                              | –                               | –                               | –                               | 0 / 11           | 12–11             |
| Miami                       | –                               | –                               | –                               | –                               | 3R                              | 1R                              | 1R                              | 2R                              | 2R                              | 2R                              | 3R                              | 2R                              | 3R                              | QF                              | –                               | 2R                              | –                               | –                               | –                               | 0 / 11           | 14–11             |
| Monte Carlo                 | –                               | –                               | –                               | –                               | –                               | 1R                              | –                               | 1R                              | –                               | 1R                              | 2R                              | SF                              | 2R                              | 3R                              | 1R                              | –                               | –                               | –                               | –                               | 0 / 8            | 8–8               |
| Madryt                      | –                               | –                               | –                               | –                               | –                               | 2R                              | –                               | 1R                              | –                               | 2R                              | QF                              | 2R                              | 2R                              | 1R                              | 1R                              | –                               | –                               | –                               | –                               | 0 / 8            | 7–8               |
| Rzym                        | –                               | –                               | –                               | –                               | –                               | 1R                              | –                               | 1R                              | –                               | 3R                              | 1R                              | 2R                              | 1R                              | 1R                              | 3R                              | –                               | –                               | –                               | –                               | 0 / 8            | 5–8               |
| Montreal/Toronto            | –                               | –                               | –                               | –                               | QF                              | 1R                              | –                               | 1R                              | –                               | 2R                              | 1R                              | –                               | 1R                              | 1R                              | 1R                              | –                               | –                               | –                               | –                               | 0 / 8            | 4–8               |
| Cincinnati                  | –                               | –                               | –                               | –                               | 1R                              | 1R                              | –                               | 3R                              | –                               | 2R                              | 1R                              | 1R                              | 1R                              | 1R                              | 1R                              | –                               | –                               | –                               | –                               | 0 / 9            | 3–9               |
| Szanghaj                    | Nie ATP World Tour Masters 1000 | Nie ATP World Tour Masters 1000 | Nie ATP World Tour Masters 1000 | Nie ATP World Tour Masters 1000 | Nie ATP World Tour Masters 1000 | Nie ATP World Tour Masters 1000 | Nie ATP World Tour Masters 1000 | Nie ATP World Tour Masters 1000 | Nie ATP World Tour Masters 1000 | 3R                              | QF                              | 2R                              | 1R                              | 2R                              | –                               | –                               | –                               | –                               | –                               | 0 / 5            | 7–5               |
| Paryż                       | –                               | –                               | –                               | –                               | 3R                              | –                               | –                               | 1R                              | –                               | –                               | QF                              | –                               | 1R                              | –                               | 2R                              | –                               | –                               | –                               | –                               | 0 / 5            | 6–5               |
| Hamburg                     | –                               | –                               | –                               | –                               | QF                              | 1R                              | 1R                              | 3R                              | 1R                              | Nie ATP World Tour Masters 1000 | Nie ATP World Tour Masters 1000 | Nie ATP World Tour Masters 1000 | Nie ATP World Tour Masters 1000 | Nie ATP World Tour Masters 1000 | Nie ATP World Tour Masters 1000 | Nie ATP World Tour Masters 1000 | Nie ATP World Tour Masters 1000 | Nie ATP World Tour Masters 1000 | Nie ATP World Tour Masters 1000 | 0 / 5            | 5–5               |
| Ranking na koniec sezonu    |                                 |                                 |                                 |                                 |                                 |                                 |                                 |                                 |                                 |                                 |                                 |                                 |                                 |                                 |                                 |                                 |                                 |                                 |                                 |                  |                   |
|                             | 358                             | 168                             | 91                              | 79                              | 39                              | 52                              | 41                              | 60                              | 34                              | 28                              | 11                              | 33                              | 29                              | 27                              | 113                             | 155                             | 306                             | 186                             | 288                             | –                | –                 |